# Donna (cràter)
|  | No s'ha de confondre amb el cràter lunar Donner. |

Donna és un petit cràter d'impacte situat a la cara visible de la Lluna. Es troba a la meitat oriental de la Mare Tranquillitatis, al cim de la cúpula lunar Cauchy Omega (Cauchy ω). Com es considera que aquestes cúpules són de naturalesa volcànica, sembla probable que aquest cràter fos creat per una erupció. Aquest fet contrasta amb la majoria dels cràters lunars, que es creu que van ser formats per impactes. Aquest cràter és tan petit que es necessita un telescopi de gran resolució per observar-lo.

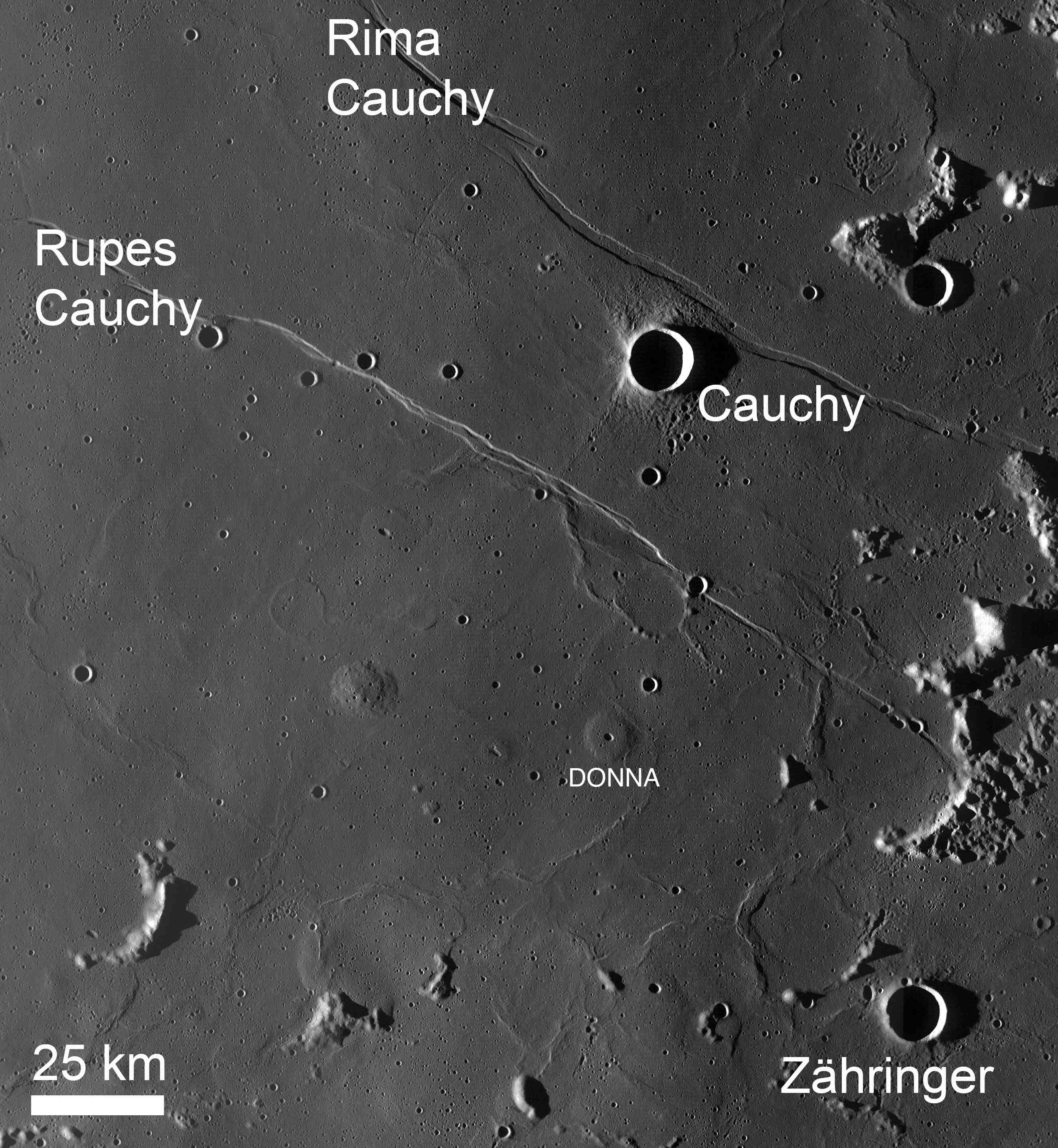
Localització de Donna (centre inferior de la imatge)
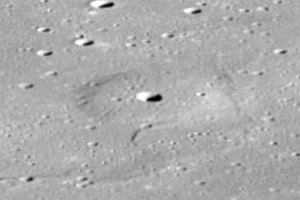
Vista obliqua de la cúpula lunar Omega Cauchy, amb el petit cràter Donna al cim, orientat cap a l'oest

Al nord d'aquest cràter apareix una línia de falla a la mar lunar designada Rupes Cauchy a causa de la seva proximitat al cràter Cauchy, que es troba més a nord. A l'oest-nord-oest de Donna es troba una segona cúpula lunar denominada Cauchy Tau (Cauchy τ), que no té cràter al cim.
El nom del cràter va ser adoptat per la UAI el 1979 a partir d'una denominació original del Lunar Topophotomap.